# Quilombo, Santa Catarina
Quilombo este un oraș în Santa Catarina (SC), Brazilia.